# Список персонажей мультсериала «Утиные истории»
Это список персонажей из вселенной диснеевской франшизы «Утиные истории», включая оригинальный сериал 1987 года, а также один полнометражный фильм и различные дополнительные спин-офф медиа-товары, в том числе видеоигры (в частности, DuckTales и его обновлённый ремейк DuckTales: Remastered) и комиксы. К этой же вселенной относятся хронологически более поздние мультсериалы «Кряк-Бряк» и «Чёрный Плащ».
До начала сериалов многие персонажи появлялись в серии комиксов Uncle Scrooge, созданных Карлом Барксом и Доном Росой.

## Семья

### Скрудж Макдак
Скрудж Макдак (англ. Scrooge McDuck) — богатейший селезень в мире, протагонист мультсериала. Скрудж постоянно изыскивает способы нарастить своё богатство. Однако есть единственная вещь, которую он ценит больше, чем своё богатство — его племянники (ведь что-нибудь случится с ними, впадёт в депрессию или ещё хуже) и Понка (разве что, ещё возлюбленная Голди).

### Билли, Вилли и Дилли Дак
Билли, Вилли и Дилли Дак (англ. Huey, Dewey & Louie Duck) — Хьюи, Дьюи и Луи Дак (все озвучены Расси Тейлор в сериале 1987 года, Утиные истории: Заветная лампа и DuckTales: Remastered; Дэнни Пуди, Беном Шварцом и Бобби Мойнаханом, соответственно, в сериале 2017 года) — внучатые племянники Скруджа. Все трое являются близнецами, и для того, чтобы их не путали, носят футболки и бейсболки, различающиеся цветами. Билли ходит в красной одежде, Дилли — в зелёной, а Вилли — в синей. Несмотря на внешнее сходство, их характеры различаются: Билли самый инициативный и часто выполняет роль лидера трио, Вилли наиболее сообразителен и умён (во многих сериях правильные выводы делает именно он, а в серии «Железная маска» Билли называет его «специалистом по побегам»), а Дилли является самым творческим участником компании, часто предлагая необычные идеи (например, в серии «Не сдавать корабль!» инициирует побег при помощи самодельного дельтаплана).

### Понка Вандеркряк
Понка «Поночка» Вандеркряк (англ. Webbigail "Webby" Vanderquack, от «web» — перепонка, уменьш. ласк. Поночка, озвучена Расси Тейлор в сериале 1987 года, Утиные истории: Заветная лампа и DuckTales: Remastered; Кейт Микуччи в сериале 2017 года) — внучка миссис Клювдии и племянница (по привязанности) Скруджа Макдака. Носит розовую одежду. Любит детей и животных, прекрасно умеет находить с ними общий язык. Добрая, эмоциональная и верная. Не любит, когда с ней обращаются как с ребёнком. Её фамилия упоминается в серии «Жемчужина мудрости». В одной из серий, где утята играют в матросов, «ради официоза» они называют её полным именем — «матрос Перепонка». Также в серии «Возвращение на Клондайк», когда Поночка спросила Скруджа: «Ты тосковал по ней, дядя Скрудж?», на что Макдак ответил ей: «Иногда, Перепоночка». В серии «Удивительное приключение на море» Зигзаг сказал Понке: «Перепонка, слушай мою команду».
В мультсериале 2017 года Поночка достигла возраста мальчиков, будучи умным ботаником и, в некотором смысле, спортивным гением, её персонаж носит розово-синий свитер, фиолетовую юбку и меньшую шевелюру на правой стороне. Она, как оказалось, является восторженной поклонницей приключений и историком клана Макдак, которая боготворила Скруджа Макдака как одного из величайших искателей приключений всех времён. Проведя большую часть своей жизни в укрытии от внешнего мира её бабушкой (среди активностей, которые ей не давали до того, как она подружилась с Билли, Вилли и Дилли — посещение тематического парка и катание на санях), любопытство Поночки подталкивает её к новому опыту прихода племянников в поместье Макдак, наконец, заставляет миссис Клювдию дать ей больше свободы. Хотя мальчики находят её слегка пугающей при первой встрече.

### Зигзаг Маккряк
Зигзаг Маккряк (англ. Launchpad McQuack) — антропоморфный селезень, авиапилот Скруджа. Главными своими достижениями считает аварийные посадки, самые интересные из которых заносит в книжечку, подаренную страховой компанией. 99 % всех полётов заканчиваются авариями. Однако в серии «Пещера Али-Баббы» оказывается, что Зигзаг может посадить самолёт, не разбив его. Зигзаг — выходец из шотландского клана авиаторов МакКряков. Есть отец Рывок, мать Пташка и младшая сестра Петелька (семья Зигзага показана в серии «Высший пилотаж»). Не отличается выдающимися умственными способностями, но как раз это его качество часто играет ему на руку, так как он попросту не осознаёт возможных опасностей и умудряется их избежать (хотя в серии «Герой по найму» братья Гавс воспользовались его глупостью, чтобы подставить его). Не умеет плавать. Позже Зигзаг МакКряк появляется в сериале «Чёрный плащ».

### Миссис Клювдия
Миссис Клювдия (англ. Mrs. Bentina Beakley) — бабушка и законный опекун Поночки, гага. Становится домохозяйкой, горничной в доме у Скруджа Макдака, а также няней для племянников Скруджа — Билли, Вилли и Дилли. Она нанята Скруджем на работу в качестве горничной, поварихи и няни к Скруджу и его племянникам в третьей части пилотного эпизода, не требуя никакой оплаты, кроме приюта для себя и Поночки. С тех пор миссис Клювдия и Поночка стали настоящими членами семьи Макдаков. Чемпионка по плаванию, также поёт в опере, умеет управлять колесницей и жонглировать. Клювдия часто чего-то пугается и даже устраивает панику во многих сериях, но, когда нужно, она может проявить смелость ради друзей и семьи.

### Дакворт
Дакворт (англ. Duckworth) — бессменный дворецкий в доме Скруджа Макдака, по характеру совершенно невозмутимый, спокойный и серьёзный. По совместительству ещё и шофёр в доме Макдаков. Несмотря на то, что в его имени присутствует «Дак» (утка), Дакворт представляет собой антропоморфную собаку. Он работал на Скруджа ещё до того, как в его дом переехали племянники. Кроме того, что Дакворт выполняет работу дворецкого и шофёра, иногда ещё работает рассыльным. Был единственным слугой в доме Скруджа до того, как тот принял на работу Миссис Клювдию. Обычно появляется в качестве второстепенного персонажа, за исключением двух серий. Неоднократно старается не встревать в ситуации, большинство из которых его пугают (однако в серии «Дакворт взбунтовался» именно он планирует побег с космического корабля, воспользовавшись своим обликом «идеального слуги»).

## Друзья
- Винт Разболтайло (англ. Gyro Gearloose) — петух-изобретатель, который часто работает на Скруджа. Большинство его изобретений очень необычные: например, ванна для путешествий во времени или лазер-телепортатор, работающий вкупе со специальным аэрозолем, хотя бывают и вполне используемые в повседневной жизни (моментально проявляющий фотоаппарат).
- Фентон Крякшелл (англ. Fenton Crackshell) — нанятый в третьем сезоне бухгалтер и телохранитель Скруджа, также известен как Утко-робот «Гизмо» или Техно-Дак (англ. Gizmoduck). Характерной особенностью Фентона являются его феноменальные математические способности, заключающиеся в способности невероятно быстро считать: это послужило одной из основных причин, почему Скрудж принял его на работу бухгалтера. Характерное выражение — blathering blatherskite («белиберда-белибердень», также другие версии: «японский городовой», «болтун-сплетник»). В одном эпизоде быстро разбогател и пытался подражать Скруджу даже в обустройстве быта и манерах поведения, но так же быстро разорился. Очень любит свою лучшую подругу Гэндру и свою мать, миссис Крякшелл. Позже появлялся в нескольких эпизодах мультсериала «Чёрный Плащ» под именем Суперкряк.
- Гэндра Ди (англ. Gandra Dee) — очень милая девушка Фентона Крякшелла. Фентон любит её больше всего.
- Миссис Крякшелл (англ. Mrs. Crackshell) — экстравагантная мать Фентона. Домохозяйка, обожающая сериалы и своего сына, с которым проживает в трейлере, хотя часто у неё с ним не хватает времени, так как вынуждена смотреть телевизор и заниматься домохозяйством.
- Пупс (англ. Doofus Drake) — маленький, толстый, бывший скаут в очках, обожающий поесть. Закадычный друг Зигзага и Билли, Вилли, Дилли.
- Глэдстоун Гусак (англ. Gladstone Gander) — племянник Скруджа и кузен Дональда. Живёт за счёт своего везения.
- Голди «Золотце» О’Гилт  (англ. "Glittering" Goldie O'Gilt) — давняя возлюбленная Скруджа (по его словам — «самая жадная девчонка на Клондайке»). Впервые появилась в эпизоде «Возвращение на Клондайк». Когда Макдак впервые туда приехал, он был «гол, как сокол», но имел колоссальное желание работать. Он везёт туда утят и вспоминает первую любовь и первое любовное разочарование. На самом деле всему виной был Громила Ден, мошенник на Клондайке, который выкрал их золото, тем самым подставив Голди, подло убедив Скруджа в её вине, и с тех пор тот не слишком доверял Голди. Тем не менее, когда Скрудж сражался с Деном, как только тот занялся ограблением его поезда, Голди тут же примчалась, наказав подлого обманщика, и они со Скруджем вновь стали друзьями. Трудно говорить о серьёзности отношений Голди и Скруджа. Несмотря на явную теплоту их отношений, видятся они крайне редко, а при встречах Скрудж Макдак разговаривает только о своих проблемах, хотя Голди, почти всегда, снисходительна к нему в его ситуациях.
- Бабба (англ. Bubba) — пещерный утёнок, появившийся в серии «Засекаем время», в одном из эпизодов которой Зигзаг переносит Скруджа и его племянников на миллион лет назад. Напоминает неандертальца. Бабба всегда верен своим друзьям. Утёнок обожает слушать музыку в стиле рок-н-ролл и играть в баскетбол. Имеет питомца, а именно маленького динозавра по имени Лапка.

## Антагонисты
- Флинтхарт Гломгольд (англ. Flintheart Glomgold) — главный конкурент Скруджа Макдака. Удерживает титул второго по богатству селезня в мире, уступая только Скруджу. Носит бороду, в которую также входят и бакенбарды. На голове часто можно увидеть шотландский берет с красной отделкой. При этом часто представляется жителем Южной Африки (дело в том, что в комиксах он и был родом оттуда). Неоднократно пытался одолеть Скруджа, стать богаче его, для чего тоже предпринимал большие путешествия за сокровищами. В детстве Скрудж Макдак и Флинтхарт Гломгольд были лучшими друзьями. Впрочем, он действительно ни перед чем не остановится, и если понадобится убить Скруджа, то Гломгольд сделает это. В основном, за исключением Скруджа, он никому из остальных персонажей не вредит. Тем не менее, другие его также мало заботят — Гломгольду безразлична судьба всех остальных без исключения. Однако, иногда данный селезень-одиночка предпочитает быть в компании для осуществления различных махинаций. Часто объединяется с известными преступниками, такими как братья Гавс, причём они ему с удовольствием помогают разорить Скруджа. Похожи их качества тем, что оба жадные, болезненно бережливые, при этом всё отрицательное, что есть в Скрудже, в Гломгольде приумножено, к тому же у Флинтхарта явно отсутствует совесть. Хотя, как и Скрудж, был влюблён в Голди, естественно, из-за этого они со Скруджем Макдаком воевали. Внешне похож на Скруджа Макдака (в одной серии он использовал это сходство, чтобы подставить Скруджа), и также иногда встречается мнение, что Флинтхарт Гломгольд — шотландец по происхождению, что отражается на его речи (слегка картавит в мультсериале). Одевается в чёрное пальто, в отличие от синего Скруджа. Оба селезня являются выходцами из Шотландии и даже дальними родственниками Буги МакДиво, как представлено в комиксе Джона Ластига и Викара «Family of Fore».
- Братья Гавс (англ. The Beagle Boys) — большая семейка собак, которая состоит из Шефа, Обжоры, Вышибалы, Неряхи, Банкира, Битника и Малыша (в нескольких эпизодах также появляются другие братья: пилот Балбес, программист Мегабайт и т. п.). Братья Гавс всеми способами постоянно пытаются ограбить банки или хранилище Скруджа, в том числе объединяясь с его главным соперником Гломгольдом. Иногда банду возглавляла Мамаша Гавс (англ. Ma Beagle) — самая хитрая из всех представителей семейства.
- Магика де Гипноз (англ. Magica De Spell) более известная как просто Магика — могущественная ведьма-утка, которая постоянно пытается украсть у Скруджа его счастливую монету, чтобы завладеть всем миром. Имеет брата, превращённого в ворона. Разговаривает с чудовищным немецким акцентом; среди её магических способностей присутствуют: превращение в различных существ (как себя, так и кого-то другого), телепортация, управление песками времени, телекинез и т. д. Впрочем, иногда её чары дают сбои: например, когда она превратила братьев Гавс в копий племянников Скруджа (первая серия Магики «Оборотни»), оказалось, что в зеркалах отражался их истинный облик, а затея с оживлением собственной тени (серия «Зловещая тень Магики де Гипноз») кончилась тем, что тень взбунтовалась и заперла Магику в чулане, что вынудило ту объединиться со Скруджем Макдаком и его друзьями против тени. Также появляется в 4-й серии 1 сезона мультсериала «Чёрный Плащ».
- Дижон (англ. Dijon) — худющий, но неуклюжий вор. Впервые появился в серии «Золотой гусь», там он твердил, что он исправился, хотя он в конце каждой серии продолжал воровать. Страдает клептоманией. По своей натуре он очень напоминает Амина Дамула — одного из отрицательных героев мультсериала «Аладдин». Судя по одежде, он арабского происхождения. Служил Гломгольду и злобному колдуну Мерлоку.
- Мерлок (англ. Merlock) — могущественный чародей, который с помощью зелёного амулета может превращаться в различных животных. Является главным антагонистом полнометражного мультфильма «Утиные истории: Заветная лампа» (1990), в котором он пытается вернуть себе волшебную лампу Колли-Бабы. В вину ему вменяется затопление Атлантиды, уничтожение Помпеи и изобретение пиццы. Мерлок пожелал жить вечно, поэтому ему несколько сотен лет.
- Фантом Блот (англ. The Phantom Blot) — злодей, который был изначально создан как антагонист Микки Мауса в комиксе 1939 года «Mickey Mouse Outwits the Phantom Blot». В «Утиных историях» встречается в единственном эпизоде. В перезапуске он был показан как член организации В.А.О.Н.
- Эль Капитано (англ. El Capitan) — бывший испанский капитан, сошедший с ума, пытаясь найти древние сокровища. Появляется в пилотном эпизоде, составляющем из трёх частей (1, 2 и 27 серии). По его словам, сумел прожить четыреста лет благодаря силе воли. Он гораздо более жадный, чем Скрудж и Гломгольд вместе взятые: в споре из-за одной-единственной золотой монеты, которую Гломгольд отдал Скруджу, потопил собственный корабль. Разговаривает хриплым голосом, за что Гломгольд называл его «Старый хрипун».

## Второстепенные персонажи
- Дональд Дак (англ. Donald Duck) — хотя Дональд и является ключевым членом семьи, в мультсериале его роль сделана второстепенной для того, чтобы сделать центральными персонажами Скруджа и его племянников. В начале сериала Дональд оставляет Билли, Вилли и Дилли на попечение Скруджа на период своей службы в Военно-морских силах США[1]. Дональд иногда встречается в нескольких сериях, а также на протяжении всего сериала Скрудж и мальчики получают письма от него. В советском переводе говорит не «утиным жанром», а человеческим голосом (хотя и очень гнусаво).
- Людвиг фон Дрейк (англ. Ludwig Von Drake) — психиатр Зигзага в одном из эпизодов. Дядя Дональда Дака.
- Бензино Газолини (англ. Benzino Gasolini) — антропоморфный свин — гонщик из Италии, а по совместительству и пилот. Говорит с характерным итальянским акцентом. Весёлый, показан как положительный персонаж. Появляется лишь в двух эпизодах: в первый раз — в качестве клиента в отеле Скруджа, во второй раз как участник аэрошоу во время битвы с братьями Гавсами (на бреющем полёте смог приготовить пиццу).
- Адмирал Гриммитс (англ. Admiral Grimmitz) — начальник Дональда Дака, Адмирал военно-морского флота США, очень строгий, в разных сериях командир авианосца, боевого корабля или подводной лодки, сотрудничал с Макдаком в плане предоставления подлодки («Повсюду шпионы»), также помогал в поисках золота («Рыба-кит большие хлопоты сулит»). Озвучивает Питер Каллен.